# Бахруз Самедов
Бахру́з Самедов (азерб. Bəhruz Səmədov; нар. 29 квітня 1995) — азербайджанський політолог, дослідник, миротворчий активіст та політичний в'язень. Він є постійним автором OC Media. Відомий своїми критичними публікаціями щодо уряду Азербайджану та мирною позицією у Нагірно-Карабаському конфлікті.
Він був затриманий Службою державної безпеки Азербайджану у серпні 2024 року та заарештований за статтею 274 (державна зрада) Кримінального кодексу. Його арешт був різко розкритикований низкою місцевих та міжнародних інституцій. Наразі він утримується в слідчому ізоляторі СДБ.

## Раннє життя
Бахруз Валех огли Самедов народився 29 квітня 1995 року в Баку, Азербайджан. У 2001–2012 роках навчався в середній школі № 251 Нізамінського району. У 2012 році вступив на філологічний факультет Бакинської філії Московського державного університету імені М.В. Ломоносова, який закінчив з відзнакою у 2016 році. У 2016–2018 роках здобув ступінь магістра філології в тому ж університеті, а у 2018–2019 роках — ступінь магістра міжнародних відносин у Центрально-Європейському університеті в Угорщині. З 2019 року є докторантом кафедри політології Празького інституту політичних досліджень Карлового університету, Чехія.
У 2021–2022 роках він був стажером в Інституті міжнародних відносин у Празі, а у 2023 році — стипендіатом Університету Фрідріха Шиллера в Єні.

## Активізм
Бахруз Самедов став членом Партії Народного фронту Азербайджану у 2013 році, і під час президентських виборів того ж року активно брав участь у кампанії кандидата від Національної ради Джаміля Гасанли. У 2013–2020 роках був членом Громадянського руху NİDA, а у 2017–2018 роках — представлений у Раді директорів NİDA. 1 листопада 2015 року на виборчому бюлетені, використаному під час парламентських виборів, він написав імена політичних в'язнів та «Свободу політичним в'язням!». Через день його викликали до Головного управління поліції міста Баку за написання гасла. В управлінні поліція тиснула на Самедова, вимагаючи вибачитися за написання гасла на бюлетені. Його звільнили після майже 3-годинного затримання.
Самедов неодноразово брав участь в опозиційних мітингах та протестах громадянського суспільства. 9 вересня 2020 року його затримала поліція під час протестів з вимогою звільнення політичного в'язня Тофіга Ягублу.

## Ув'язнення

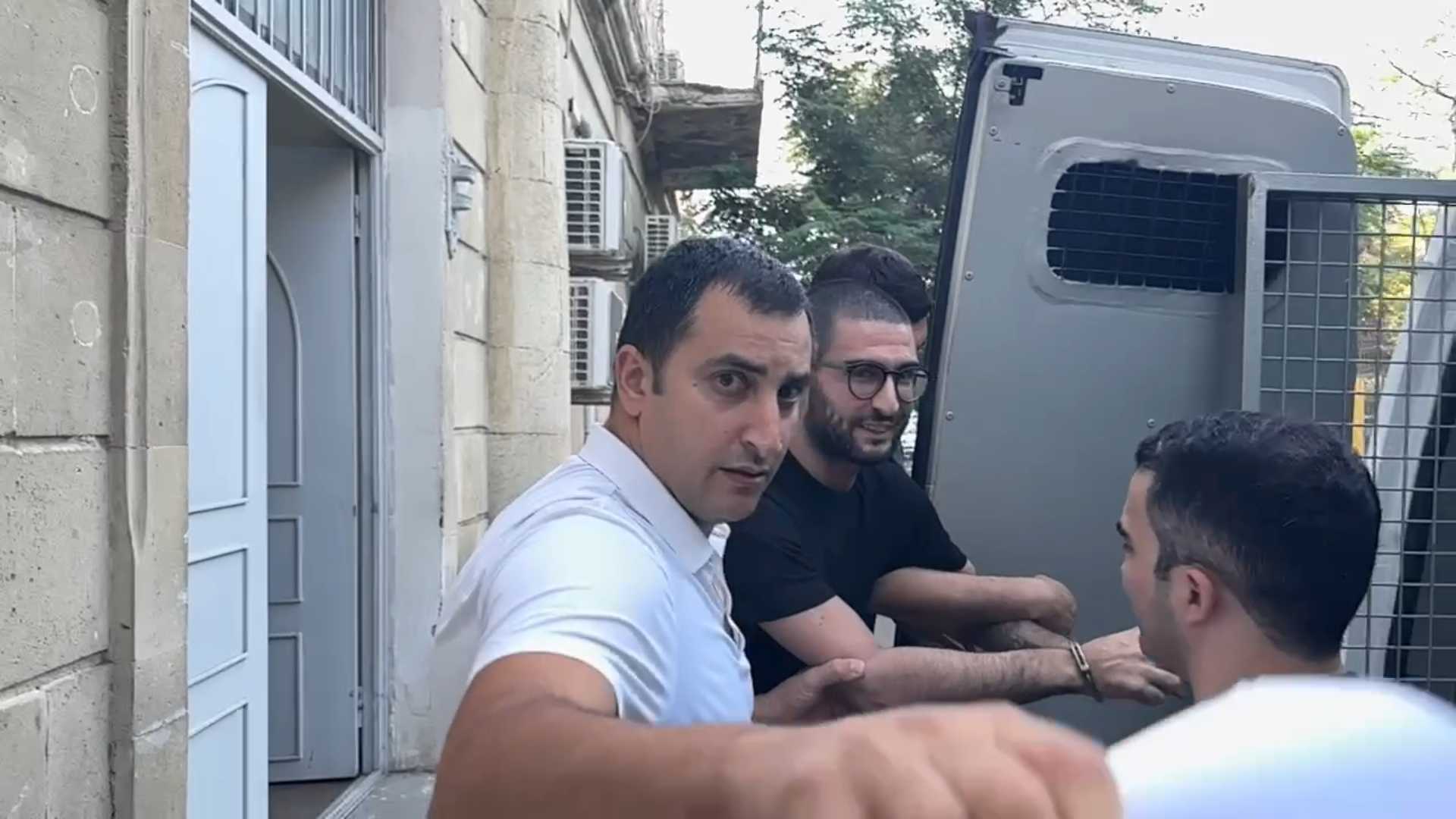
Бахруза Самедова доставляють до Сабаїльського районного суду.

Бахруза Самедова заарештували у серпні 2024 року. 21 серпня його друзі повідомили у соціальній мережі, що понад 6 годин не можуть зв'язатися з Бахрузом Самедовим. Його друг, Айхан Заєдзаде, заявив, що приблизно о 16:25 (UTC+04:00) Самедов надіслав йому повідомлення в Telegram про те, що його збираються заарештувати. Після цього повідомлення від нього не було жодних звісток. За словами його бабусі, Зібейди Османової, 21 серпня близько 16:00 Самедов вийшов з дому, щоб зустрітися з другом. Приблизно через пів години до їхнього будинку прийшли 5–6 осіб, представилися співробітниками Служби державної безпеки і заявили, що на Самедова є скарга щодо незаконного обігу наркотиків. Під час обшуку вони забрали комп'ютер Самедова, документи, дипломи та книгу зі статтею Самедова англійською мовою. Пізніше державний захисник на ім'я Вафа зателефонувала Османовій і повідомила, що Самедова підозрюють у «державній зраді» через його листування з вірменами та статті, написані «на замовлення вірмен». Ні його родині, ні адвокату Зібейді Садиговій, найнятій родиною для захисту його прав, не повідомляли про Бахруза Самедова протягом 2 днів. 23 серпня Бахрузу Самедову було пред'явлено звинувачення за статтею 274 (державна зрада) Кримінального кодексу, і рішенням Сабаїльського районного суду було обрано запобіжний захід у вигляді тримання під вартою на 4 місяці. Бахруз Самедов, який заперечував звинувачення, заявив, що зазнав психологічного та фізичного насильства в СДБ. Наразі він утримується в слідчому ізоляторі СДБ.
Арешт Бахруза Самедова був різко розкритикований низкою місцевих та міжнародних інституцій. Міністерство закордонних справ Чеської Республіки заявило, що стурбоване його арештом і уважно стежить за ситуацією. Речник ЄС із закордонних справ Петер Стано заявив, що Брюссель «з занепокоєнням» стежить за справою Бахруза Самедова, називаючи його «молодим вченим, який захищає мир на Південному Кавказі» та докторантом Карлового університету в Празі. Він також закликав Азербайджан поважати права відомого вченого, якого заарештували після критики уряду на тлі хвилі арештів журналістів та громадських активістів. У своєму зверненні Freedom House закликала уряд Азербайджану припинити кримінальне переслідування політолога Бахруза Самедова та звільнити його та інших критиків уряду. Також адміністрація Карлового університету, де навчався Самедов, висловила занепокоєння його арештом та стежила за перебігом справи.
Відомий азербайджанський історик Алтай Гьоюшов заявив, що арешт Самедова є частиною ширшої хвилі репресій, спрямованих проти «прихильників миру та добросусідських відносин під час конфлікту» між Азербайджаном та Вірменією.